# Domenico De Luca
Domenico De Luca (* 2. Januar 1928 in Sfax, Tunesien; † 16. Dezember 2006) war ein römisch-katholischer Erzbischof und Diplomat des Heiligen Stuhls.

## Leben
Domenico De Luca empfing am 27. Juli 1952 das Sakrament der Priesterweihe für das Erzbistum Neapel.
Am 22. Mai 1993 ernannte ihn Papst Johannes Paul II. zum Titularerzbischof von Teglata in Numidia und bestellte ihn zum Apostolischen Nuntius in Marokko. Kardinalstaatssekretär Angelo Sodano spendete ihm am 3. Juli desselben Jahres die Bischofsweihe; Mitkonsekratoren waren der Offizial im Staatssekretariat des Heiligen Stuhls, Kurienerzbischof Giovanni Battista Re, und der Erzbischof von Capua, Luigi Diligenza.
Am 17. Juli 2003 nahm Papst Johannes Paul II. das von Domenico De Luca aus Altersgründen vorgebrachte Rücktrittsgesuch an.